# 埃斯佩兰斯海角

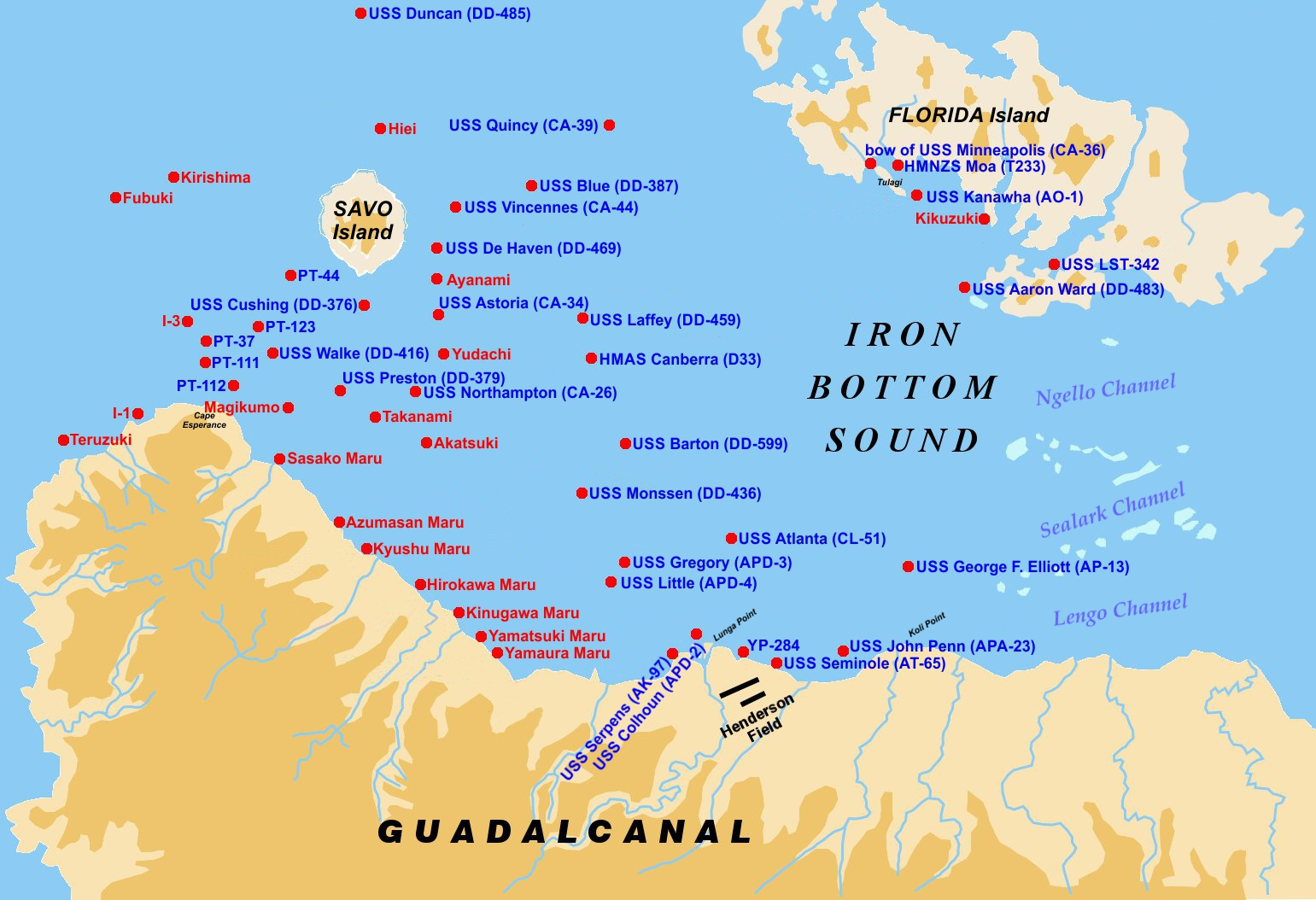
铁底湾和周边海域和海岛的地图

埃斯佩兰斯海角（Cape Esperance）位于所罗门群岛瓜达尔卡纳尔岛（下简称瓜岛）的最北端。第二次世界大战瓜岛战役期间，日本和同盟国之间为了争夺瓜岛的机场和附近的岛屿而在瓜岛附近展开了多次的陆地和水面上的战斗，其中一场美日双方水面舰艇参加的埃斯佩兰斯海角海战即以此地而命名。在双方拉锯争夺了6个月后，日军夺岛部队也正是从此处最终撤离瓜岛。